# Antoni Michał Potocki
Antoni Michał Potocki (ur. w styczniu 1702, zm. 11 kwietnia 1766 roku) – generał-lejtnant wojsk koronnych w 1754 roku, wojewoda bełski w latach 1732–1763, podstoli wielki litewski, starosta rabsztyński w 1727 roku, marszałek sądów kapturowych i sędzia kapturowy powiatu warszawskiego w 1733 roku.

## Życiorys
Syn Aleksandra Jana i Teresy Tarło, brat Józefa kasztelana lwowskiego, wnuk Pawła. W 1730 roku poślubił Ludwikę Marię Sapieżankę, córkę Aleksandra Pawła Sapiehy.
Został podstolim litewskim w 1728 roku, później był wojewodą bełskim w latach (1732–1763) oraz marszałkiem królowej (1747–1754). Od 1754 roku pełnił funkcję generała-lejtnanta wielkiego koronnego. Był też starostą: Grabowa i Krzemieńca.
Był posłem na sejm 1729 roku z ziemi sochaczewskiej. Poseł na sejm 1730 roku z powiatu orszańskiego.
Był członkiem konfederacji generalnej zawiązanej 27 kwietnia 1733 roku na sejmie konwokacyjnym. W 1733 roku podpisał elekcję Stanisława Leszczyńskiego. Za Augusta III działacz stronnictwa "republikantów", stronnik Francji i Prus, brał udział w głównych konspiracjach przeciw dworowi saskiemu. Niezmiernie czynny i ruchliwy, dyplomata obeznany dokładnie ze sprawami europejskimi, należał do najbardziej światłych umysłów swojej epoki. W 1744 wydał pismo Do Panów obojga stanów, w którym nakreślił śmiały program reform, obejmujący m.in. dopuszczenie mieszczan do udziału w sejmie i rządzie. Jednak z walorami tymi łączył nie mniejsze wady charakteru: wichrzyciel i intrygant, wysługiwał się notorycznie obcym dworom, obciążył swe sumienie zerwaniem kilku sejmów, zwłaszcza najważniejszego sejmu grodzieńskiego 1744, który posiadał najlepsze szansę przeprowadzenia reform skarbowo-wojskowych.
18 stycznia 1754 roku podpisał we Lwowie manifest przeciwko podziałowi Ordynacji Ostrogskiej.
Został odznaczony Orderem Orła Białego w 1745 roku. W sierpniu 1730 odznaczony rosyjskimi Orderami św. Andrzeja Apostoła Pierwszego Powołania oraz św. Aleksandra Newskiego.